# Marcel Rodríguez-López
Marcellus Rodriguez-Lopez (Bayamón, 29 settembre 1983) è un musicista statunitense, fratello minore di Omar Rodríguez-López.

## Biografia
Suona bongos, congas, batteria, piatti, maracas, tastiere e shekere.
Attualmente suona nei Mars Volta e come percussionista per l'Omar Rodríguez-López Quintet. In questo gruppo è stato anche tastierista, fino all'arrivo di Money Mark nel 2005 per un concerto. Suona anche la tastiera per il gruppo di El Paso Zechs Marquise. Ha fatto parte dei Thieves Of Always, guidati da Ralph Jasso, in concerto con i Mars Volta nel 2002.
Marcel ha collaborato dal vivo con i Red Hot Chili Peppers durante il tour per l'album dei MV Amputechture,  suonando Warlocks, i bongos su Hump de Bump, i congas per Charlie. Inoltre è stato in tour con i Gnarls Barkley, all'inizio del 2007.

## Discografia

### The Mars Volta
- Frances the Mute (2005)
- Scabdates (2005)
- Amputechture (2006)
- The Bedlam in Goliath (2008)

### Omar Rodríguez-López Quintet
- Omar Rodriguez (2005)
- Please Heat This Eventually (2006)
- Se Dice Bisonte, No Búfalo (2007)

### Zechs Marquise
- 34:26 (2006)